# Rafael Sánchez-Guerra
Rafael Sánchez Guerra (Madrid, 1897. október 28. – Villava, 1964. április 2.)  spanyol üzletember, 1935 és 1936 között a Real Madrid spanyol labdarúgócsapat elnöke.
A spanyol polgárháborúban játszott jelentős szerepe miatt csak egy évig tudta a gyakorlatban is betölteni pozícióját, ugyanis mivel nem a Franco-rezsimet támogatta, sokat ült börtönben. Távollétében két megbízott elnök, Juan José Vallejo és Antonio Ortega látták el feladatait.